# マイク・ベルフィオーレ
マイケル・ジョン・ベルフィオーレ（Michael John Belfiore, 1988年10月3日 - ）は、アメリカ合衆国・ニューヨーク州コマック出身のプロ野球選手（投手）。左投右打。現在はボルチモア・オリオールズ傘下に所属。

## 経歴
2009年、MLBドラフト1巡目（全体45位）でアリゾナ・ダイヤモンドバックスから指名を受け、6月19日に契約を結んだ。ルーキー級ミズーラ・オスプレイで14試合に登板し、2勝2敗、防御率2.17だった。
2010年はA級サウスベンド・シルバーホークスで25試合に登板し、3勝10敗、防御率3.99だった。
2011年はA+級ヴィサリア・ローハイドで35試合に登板し、4勝4敗、防御率5.92だった。
2012年はA+級ヴィサリアで12試合に登板した。5月12日に、ジョシュ・ベルとのトレードでボルチモア・オリオールズへ移籍した。移籍後はAA級ボウイ・ベイソックスで28試合に登板し、5勝1敗2セーブ、防御率2.85だった。11月20日に40人枠入りを果たした。
2013年3月8日にオリオールズと1年契約に合意。3月11日にAAA級ノーフォーク・タイズへ異動した。5月12日にメジャー初昇格を果たしたが、登板のないまま5月13日にAAA級へ降格。6月7日に再昇格したが、登板のないまま同日にAAA級へ降格。9月21日に再昇格し、9月27日のボストン・レッドソックス戦でメジャーデビュー。7点ビハインドの8回表2死から登板し、1.1回を投げ2本塁打を含む3安打2失点1四球だった。この年は1試合の登板に終わった。
2014年3月7日にAAA級ノーフォークへ異動した。3月11日にオリオールズと1年契約に合意した。3月30日にDFAとなった。4月3日にウェーバーでデトロイト・タイガースへ移籍した。同日にAAA級トレド・マッドヘンズへ異動した。メジャー昇格のないまま、5月2日に40人枠を外れ、AAA級トレドへ降格した。
2015年8月15日に解雇となり、19日にオリオールズとマイナー契約を結ぶ。

## 詳細情報

### 年度別投手成績
| 年 度    | 球 団    | 登 板 | 先 発 | 完 投 | 完 封 | 無 四 球 | 勝 利 | 敗 戦 | セ 丨 ブ | ホ 丨 ル ド | 勝 率 | 打 者 | 投 球 回 | 被 安 打 | 被 本 塁 打 | 与 四 球 | 敬 遠 | 与 死 球 | 奪 三 振 | 暴 投 | ボ 丨 ク | 失 点 | 自 責 点 | 防 御 率 | W H I P |
| -------- | -------- | ----- | ----- | ----- | ----- | -------- | ----- | ----- | -------- | ----------- | ----- | ----- | -------- | -------- | ----------- | -------- | ----- | -------- | -------- | ----- | -------- | ----- | -------- | -------- | ------- |
| 2013     | BAL      | 1     | 0     | 0     | 0     | 0        | 0     | 0     | 0        | 0           | ----  | 7     | 1.1      | 3        | 2           | 1        | 0     | 0        | 0        | 0     | 0        | 2     | 2        | 13.50    | 3.00    |
| MLB：1年 | MLB：1年 | 1     | 0     | 0     | 0     | 0        | 0     | 0     | 0        | 0           | ----  | 7     | 1.1      | 3        | 2           | 1        | 0     | 0        | 0        | 0     | 0        | 2     | 2        | 13.50    | 3.00    |

### 背番号
- 65（2013）